# بنير
البَنِير أو بانير هو جبن طازج معروف في جنوب آسيا، خاصة المطبخ الباكستاني والمطبخ الهندي والمطبخ الأفغاني ومطبخ بنغلاديش. وهو من الأجبان غير المعمرة وذات مجموعة حمضية وغير ذائبة أو تكون رائبة، تصنع بتخثير الحليب المغلي مع عصير ليمون وخل أو أي نوع من حمض الطعام. أما النوع ذو القوام المتفتت والرطب فيعرف ببجبنة تشينا في شرق الهند وبنغلاديش.

## القيم الغذائية
تتضمن كمية من 183 غم من جبنة بانير من المواد الغذائية التالية:
- 182 سعر حراري
- البروتين = 7 غم
- الدهون = 2 غم
- الكربوهيدرات = 10 غم
- السكريات = 10 غم
- الحديد = 10 ملغم
- الكالسيوم = 230 ملغم
- الصوديوم = 87 ملغم